# Élie-François Dugenne
Élie-François Dugenne, né le 13 juin 1737 à Saint-Satur et mort le 20 avril 1815 à Sancerre, est un homme politique français, député du Cher à la Convention nationale.

## Biographie
Il exerce la profession de chirurgien et médecin à Sancerre jusqu'en 1789. Au début de la Révolution française, il est nommé officier municipal dans cette même ville.
Le 6 septembre 1792, il est élu par le département du Cher à la Convention nationale, le sixième et dernier, par 185 voix sur 320 votants.
De tempérament modéré, Dugenne siège parmi les Modérés de l'Assemblée, sur les bancs de la Plaine où il retrouve certains de ses collègues du Cher comme Pierre Allasœur. Au procès de Louis XVI, il vote pour l'appel au peuple, la réclusion de souverain déchu, et le sursis pour l'exécution. Toujours en 1793, il se prononce pour la mise en accusation de Jean-Paul Marat et pour la Commission des Douze.
Le 9 Thermidor, il se déclare contre Maximilien de Robespierre et se rallie sans réserve à la Convention thermidorienne. 

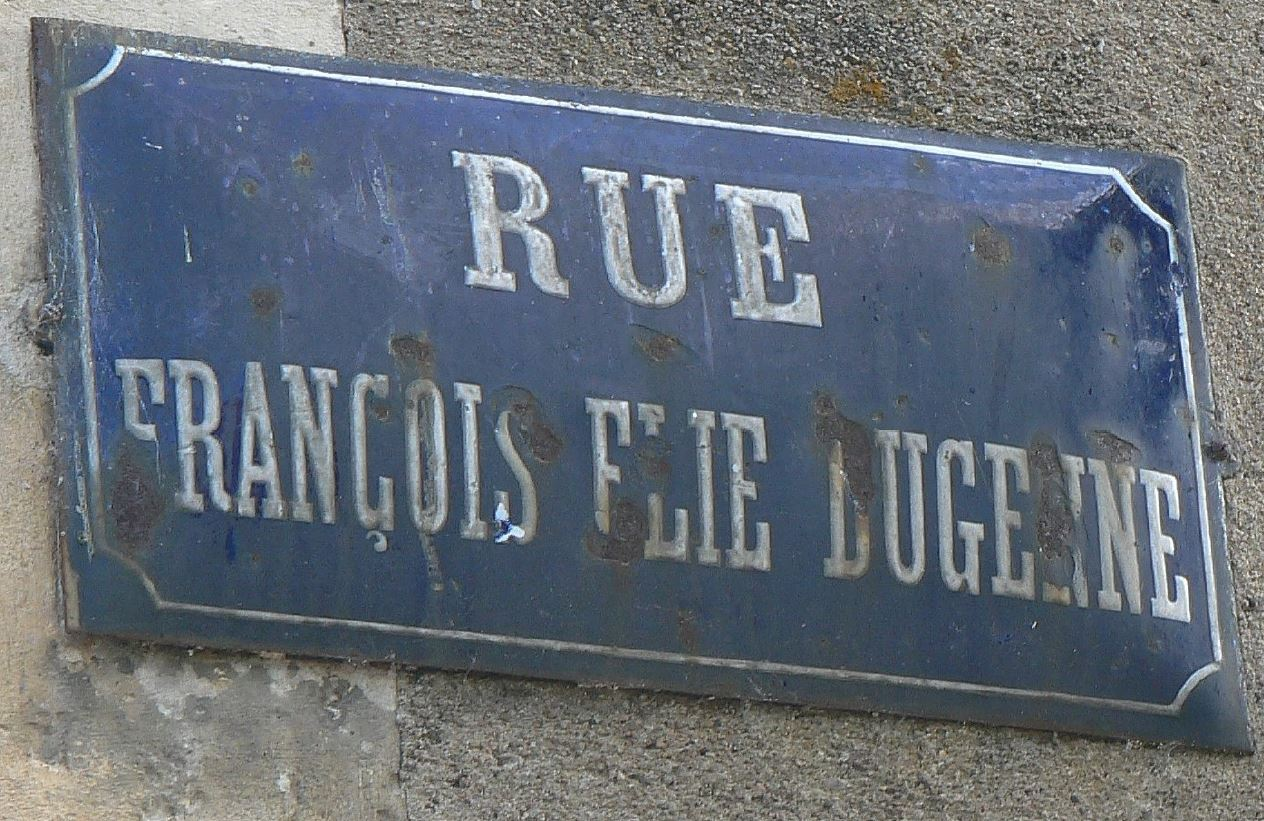
Rue Dugenne à Saint-Satur

Le 9 Thermidor, Dugenne essuie  le sang et panse la plaie de Robespierre blessé. 
Dans une lettre envoyée à ses concitoyens de Sancerre, il rapporte qu'il a manqué de peu d'être massacré lors de l'Insurrection du 1er prairial an III (20 mai 1795) par des sans-culottes révoltés du faubourg Saint-Antoine. Il retourne à Sancerre après la séparation de la Convention. En 1805, il est à nouveau nommé au conseil municipal de cette ville.
Il meurt à 77 ans en avril 1815, au moment des Cent-Jours.
Une rue porte son nom à Saint-Satur depuis les années 1920.